# 중소벤처기업진흥공단
중소벤처기업진흥공단(中小벤처企業振興公團, Korea SMEs and Startups Agency)은 중소기업의 생산성 향상 및 경쟁력 제고를 목표로 다양한 지원사업을 효율적으로 추진하기 위해 설립된 대한민국 중소벤처기업부 산하 정책금융기관이다. 중소기업진흥에 관한 법률 제68조에 의해 1979년 1월 30일 설립 되었으며, 공공기관의 운영에 관한 법률 제5조에 의한 기금관리형 준정부기관으로 분류된다.

중소기업에 대한 정책자금 지원이 주요 업무이기 때문에 2012년 12월, 금융형 준정부기관으로 지정되었다. 그 역할은 크게 네 가지로, 중소기업 정책자금 융자, 기업진단 및 컨설팅, 수출마케팅, 인력지원 등이다. 중소벤처기업창업 및 진흥기금(중진기금)을 운용하는 주체로 기금규모는 21년 결산기준, 자본금 4조 6,021억원, 자산규모 26조 6367억원 수준이며, 정규직원수는 22년 12월 기준 1,467명이다.
본부는 서울특별시 영등포구 국제금융로 24(여의도동)에 있었지만 2014년 7월, 국가균형발전 특별법에 의한 공공기관 지방이전 정책에 따라, 경상남도 진주시 동진로 430 (충무공동)으로 이전하였다.

## 연혁
- 1978.12. 중소기업진흥법 제정 및 공포
- 1979.01. 중소기업진흥공단 설립
- 1979.09. 해외사무소 설치 (79 독일, 81 일본, 83 미국, 93 중국)
- 1982.10. 중소기업연수원(안산) 개원 (01.9 광주, 03.11 경산, 04.10 진해 개원)
- 1985.02. 국내 지역본(지)부 설치 (2023 현재 33개)
- 1995.01. 중소기업진흥및제품구매촉진에관한법률에 의거 창업지원기금 통합
- 1995.07. 출자회사 설립
- 1996.09. 고비즈코리아(Gobizkorea) 구축
- 2002.03. 기금관리기본법 개정으로 산업기반기금 통합 (기금명칭: 중소기업진흥 및 산업기반기금)
- 2006.02. 중소기업수출지원 강화를 위해 수출인큐베이터 신설 (뉴욕, 상하이, 싱가포르, 모스크바, 두바이, 뉴델리 등 11개국 17개소)
- 2006.08. 중소기업 현장지원 강화를 위한 6개 지부 신설
- 2006.09. 사업전환 및 무역조정지원센터(2007.4) 개소
- 2008.06. 정책자금 및 해외마케팅 지원창구 단일화 (산기반자금 인수 및 Kotra국내무역관 업무인수)
- 2009.01. 기금명칭 변경 (기금명칭: 중소기업창업 및 진흥기금)
- 2009.01. 기금관리형 준정부기관 지정
- 2011.03. 청년창업사관학교 개교
- 2012.12. 금융형 준정부기관 지정
- 2013.12. 해외유통망진출지원센터 설치(미국 뉴저지 1개소)
- 2014.07. 경남 진주 혁신도시로 본부 이전
- 2014.10. 글로벌리더십연수원(강원도 태백) 개원
- 2014.11. 카자흐스탄 글로벌 BI 개소
- 2015.04. 중소기업기술정보진흥원 인력양성사업, 컨설팅사업 인수
- 2019.04. 중소기업진흥공단에서 중소벤처기업진흥공단으로 사명 변경
- 2019.09. KSC 2개소(미국 시애틀, 인도 뉴델리) 개소
- 2019.12. 재도전종합지원센터 전국 18개 지역 확대 운영
- 2020.11. 규제자유특구 전담기관 지정
- 2021.04. 청년창업사관학교 확대(17개 → 18개, 세종)

## 주요 업무
주요한 기능과 역할은 다음과 같다. 근거가 되는 법률은 중소기업진흥에 관한 법률 제74조이다.
- 중소기업 정책자금 융자
- 중소기업 수출마케팅 및 국제협력지원
- 기술 컨설팅ㆍ종합진단 및 중소기업 연수지원
- 중소기업창업 및 진흥기금 관리·운용

## 조직

### 이사장
- 비서실
- 홍보실

### 감사
- 감사실

| - 기획조정실 - 인재경영실 - 디지털경영전략실 | - 기금관리실 - 대출관리실 - 리스크관리실 - 성과관리실 - 고객가치실 - 정보관리실 | - 기업금융처 - 성장융합금융처 - ESG진단기술처 - 재도약성장처 - 구조혁신처 | - 해외진출사업처 - 온라인수출처 - 글로벌사업처 - 해외센터 | - 인력지원처 - 창업지원처 - 성과보상처 - 연수사업처 | - 수도권경영지원처 - 동부권경영지원처 - 서부권경영지원처 - 지역산업성장처 |

#### 지역본부
| - 서울지역본부 - 서울동남부지부 - 서울북부지부 - 인천지역본부 - 인천서부지부 - 경기지역본부 - 경기동부지부 - 경기서부지부 - 경기북부지부 - 경기남부지부 | - 강원지역본부 - 강원영동지부 | - 충북지역본부 - 충북북부지부 | - 대전지역본부 - 충남지역본부 - 세종지역본부 | - 전북지역본부 - 전북서부지부 | - 광주지역본부 - 전남지역본부 - 전남동부지부 | - 대구지역본부 - 경북지역본부 - 경북동부지부 - 경북남부지부 | - 부산지역본부 - 부산동부지부 - 울산지역본부 - 경남지역본부 - 경남동부지부 - 경남서부지부 | - 제주지역본부 |

## 사건·사고 및 논란

### 최경환 부총리 인사청탁 의혹
2015년 7월 감사원은 중소벤처기업진흥공단의 부정 채용 사례를 적발한 감사결과보고서를 공개하였다. 보고서에 따르면 중소벤처기업진흥공단은 2013년 하반기 신입 직원 36명의 채용 과정에서 최경환 부총리의 인턴이었던 황아무개씨의 점수를 조작해 최종 합격시키는 등 채용절차를 제대로 지키지 않았다. 채용 과정에서 2299위에 머물렀던 황씨의 서류전형 순위가 176위까지 상승했고, 그럼에도 서류 전형 합격자 배수인원인 170명에 미달하자 규정에도 없는 사유까지 만들어 부당하게 서류를 통과하는 등 특혜를 받았다. 면접에서도 황씨는 외부 심사위원의 강력한 반대에도 불구하고 결국 최종 합격했다.
2015년 9월 14일 오전 새정치민주연합 이원욱 의원은 국회 산업통상자원위원회 국정감사에서 최경환 부총리가 청탁을 해서 중소벤처기업진흥공단이 황씨를 합격시키기 위해 성적이 더 높은 다른 지원자들을 떨어뜨렸다고 주장했다. 이원욱 의원은 "수차례 서류를 조작해 2299위였던 황씨를 1차로 1200위까지, 2차로는 176위까지 올렸다"면서 "그래도 안되니 서류 전형 합격자 배수 인원을 기존 170명에서 174명으로 늘려 서류전형에 합격시켰다"고 밝히며 황씨의 부정 채용의 배후를 최경환 부총리로 지목했다. 이원욱 의원은 "면접에서 외부심사위원들의 반대가 있었지만 박철규 당시 이사장의 지시로 황씨가 합격이 됐다"며 "당시 최경환 부총리는 중소벤처기업진흥공단의 소관 상임위원회인 산업통상자원위원회 위원이었다"고 지적했다.
같은 날 국회 법제사법위원회에서 임내현 새정치민주연합 의원은 중소벤처기업진흥공단 신입직원 채용에 최경환 부총리가 영향력을 행사했다는 의혹에 대한 관련 자료를 추가로 요구하며 감사원의 조치가 미진했다고 지적했다. 임내현 의원은 중소벤처기업진흥공단 직원들이 황씨의 합격을 위해 자료를 조작했다면 형사처벌을 받아야 한다고 지적했다. 그는 "무엇보다 복잡하고 집요한 서류 조작과 규정 변경을 거쳐 합격시키도록 한 박철규 전 중소기업진흥공단 이사장이 받은 청탁의 주체를 밝히는 데 소홀했다"고 질책했다. 이에 황찬현 감사원장은 "박철규 전 이사장이 청탁받은 사실에 대해 부인했고 감사원은 이 사안을 검찰에 수사 의뢰했다"고 밝혔다.
2015년 9월 17일 최경환 부총리가 17대 국회의원 시절 운전기사였던 7급 비서 출신의 구모씨가 2009년 중소벤처기업진흥공단 대구경북연수원에 무기계약직 사원으로 채용돼 정규직으로 전환됐다는 사실이 공개되었다. 구씨는 최경환 부총리가 국회의원으로 재선을 한 뒤인 2008년 8월께 중소벤처기업진흥공단 대구경북연수원 시설관리 용역직원으로 처음 채용됐다. 당시에는 대구경북연수원이 계약을 맺은 용역업체 소속의 비정규직 신분이었으나 1년 뒤인 2009년 중소벤처기업진흥공단 무기계약직으로 전환 채용됐고, 이어 2010년 8월에는 정규직 사원이 됐다. 구씨는 시설·청소·경비 용역업체 관리 등 연수원의 시설관리를 맡고 있다.
2015년 9월 21일 국회 산업통상자원위원회가 인사청탁 의혹과 관련, 최경환 부총리 겸 기획재정부 장관 대신 중소벤처기업진흥공단 전 이사장을 증인으로 채택하기로 의결했다. 이에 따라 중소기업진흥공단의 인사청탁 의혹과 관련 최경환 부총리 대신 박철규 전 중소벤처기업진흥공단 이사장과 김범규 전 부이사장이 증인으로 출석할 예정이다.
2015년 10월 8일 김범규 전 중소벤처기업진흥공단 부이사장은 국회 산업통상자원위원회 국정감사에 출석해 2013년 중소벤처기업진흥공단 신입사원 채용 때 최경환 부총리의 국회의원실 인턴 출신 “황씨가 면접에서 굉장히 답변을 못해 외부 면접관이 강하게 반대했다. 내부적으로 탈락시키는 것으로 의견을 모았다. (박철규) 이사장 지시로 내가 최경환 의원실 보좌관 핸드폰으로 전화를 해 ‘노력했지만 어렵겠다’고 전달했다. 그런데 보좌관이 지금 최 의원이 회의 중이라 따로 시간을 잡아줄 테니 이사장이 직접 와서 보고해 달라고 했다”고 밝혔다. 이어 “보좌관 통화 내용을 박철규 이사장에게 전달했고, 퇴근 무렵 이사장이 최경환 의원실에 다녀왔다. 다음날 합격자 발표가 예정돼 있는데 이사장이 나갈 때는 안 되겠다는 말을 전하러 갔다가 돌아올 때는 인사총괄 실장에게 ‘그냥 합격시키라’고 지시했다”고 말했다. 김 전 부이사장은 이날 국감 뒤 <한겨레>와 따로 만나 “운영지원실장(인사총괄 부서장)이 전달해줬는데, 이사장이 최경환 부총리를 만나고, ‘내가 결혼시킨 아이니까 그냥 합격시키라’고 했다고 들었다”며 “2013년 7월 31일 면접이 있었기 때문에 최경환 부총리와 박철규 이사장이 만난 날은 8월 1일”이라고 덧붙였다. 이에 최경환 의원실은 자료를 내어 “황씨 합격에 청탁이나 영향력을 행사한 적이 없다”고 부인했다.
2015년 10월 21일 수원지방검찰청 안양지청은 중소벤처기업진흥공단을 압수 수색하고 직원 채용 관련 자료 등을 확보했다. 검찰은 최경환 부총리가 새누리당 원내대표였던 2013년 전직 인턴 황 모 씨의 중소기업진흥공단 입사 과정에 압력을 행사했다는 의혹에 대한 사실관계를 파악하고 있다.
2015년 12월 14일 JTBC가 중소벤처기업진흥공단 임채운 이사장이 인턴 채용 당시 인사담당 본부장인 권씨를 회유하는 내용의 녹취록을 공개했다. 10월 22일 녹취된 내용에서 임채운 이사장은 "부총리나 기획재정부가 너한테 연락할 수가 없어. 그럼 오해가 생겨. 내가 대신 전달하겠다.", "권XX가 최경환 보호해야 된다. 최가 힘이 있어야 우릴 지켜주고. 최경환 부총리가 살아야 너도. 최경환이가 힘을 가지면 해결이 되는 거고.", "부총리는 내가 다 얘기했어. 거기도 다 힘을 쓰라고 했어. '노력해라' 그랬더니 '권XX도 노력해라'" 등의 발언을 하였고, 이와 관련해 임채운 이사장은 "권씨와 원래 가까운 사이여서 고충을 듣고 위로하려는 취지였다"고 해명했다.
2016년 1월 6일 수원지방검찰청 안양지청 김홍창 차장검사는 '중소기업진흥공단 신입직원 채용비리' 사건 수사 결과 4명의 부정 채용 사실을 확인하고 이를 지시한 박철규 중소기업진흥공단 전 이사장과 전 중소기업진흥공단 운영지원실장 권씨를 '업무 방해' 혐의로 불구속 기소했다고 밝히며, 의원실 전 인턴직원 황모씨의 중소기업진흥공단 채용 압력을 행사했다는 의혹이 제기된 최경환 부총리에 대해서는 2015년 12월 한 차례 서면조사를 벌였으나 처음부터 범죄 혐의를 두지 않았다고 설명했다.
부정 채용된 4명 중 'ㄱ' 씨의 경우는 고위 공무원 출신 지인이 박철규 전 중소벤처기업진흥공단 이사장에 청탁해 정보통신 분야 128등에서 문화콘텐츠 분야 6등으로 만들어 서류전형에 합격시켰고, 신원 미상의 국회의원이 역시 박철규 전 이사장에게 청탁해 부정 채용된 'ㄴ' 씨는 행정직 4771등에서 평가점수를 변경해 120등으로 만들었으며, 'ㄷ'씨는 중소벤처기업진흥공단 출신 지인이 중소벤처기업진흥공단 운영지원실장 권씨에게 청탁해 화공·환경 분야 258등에서 11등으로 끼워 넣어 서류전형에 합격했다. 이들 3명은 2012년 5월과 12월부터 중소벤처기업진흥공단에 근무 중이다. 한편, 2013년 8월 최경환 부총리의 의원실 사무국장 및 비서관의 청탁으로 채용된 황씨는 2015년 9월 22일 퇴사했다.

## 같이 보기
- 중소기업중앙회
- 중소기업연구원
- 중소기업기술정보진흥원
- 중소기업유통센터
- 중소기업은행
- 고비즈코리아